# گین (خواننده)
گِین (به انگلیسی: Gain) با نام اصلی سان گا-این (به انگلیسی: Son Ga-in) (زاده ۲۰ سپتامبر ۱۹۸۷) خواننده، بازیگر، سرگرمی اهل کره جنوبی است.
او عضو گروه براون آید گرلز است.